# Pandinurus
Genre
Synonymes
- Pandinoriens Rossi, 2015

Pandinurus est un genre de scorpions de la famille des Scorpionidae.

## Distribution
Les espèces de ce genre se rencontrent en Afrique de l'Est.

## Liste des espèces
Selon The Scorpion Files (23/11/2020) :
- Pandinurus afar Kovařík, Lowe, Soleglad & Plíšková, 2017
- Pandinurus awalei Kovařík, Lowe & Elmi, 2020
- Pandinurus citernii (Borelli, 1919)
- Pandinurus exitialis (Pocock, 1888)
- Pandinurus fulvipes Kovařík, Lowe & Mazuch, 2019
- Pandinurus gregoryi (Pocock, 1896)
- Pandinurus hangarale Kovařík, Lowe, Mazuch, Awale, Plíšková & Šťáhlavský, 2017
- Pandinurus intermedius (Borelli, 1919)
- Pandinurus kmoniceki Kovařík, Lowe, Mazuch, Plíšková & Šťáhlavský, 2017
- Pandinurus mazuchi (Kovařík, 2011)
- Pandinurus oromo Kovařík, Lowe, Soleglad & Plíšková, 2017
- Pandinurus pallidus (Kraepelin, 1894)
- Pandinurus phillipsii (Pocock, 1896)
- Pandinurus riccardoi (Rossi, 2015)
- Pandinurus smithi (Pocock, 1899)
- Pandinurus sudanicus (Hirst, 1911)
- Pandinurus trailini (Kovařík, 2013)

## Publication originale
- Fet, 1997 : « Notes on the taxonomy of some old world scorpions (Scorpiones: Buthidae, Chactidae, Ischnuridae, Scorpionidae). » Journal of Arachnology, vol. 25, no 3, p. 245-250 (texte intégral).